# DMA’s

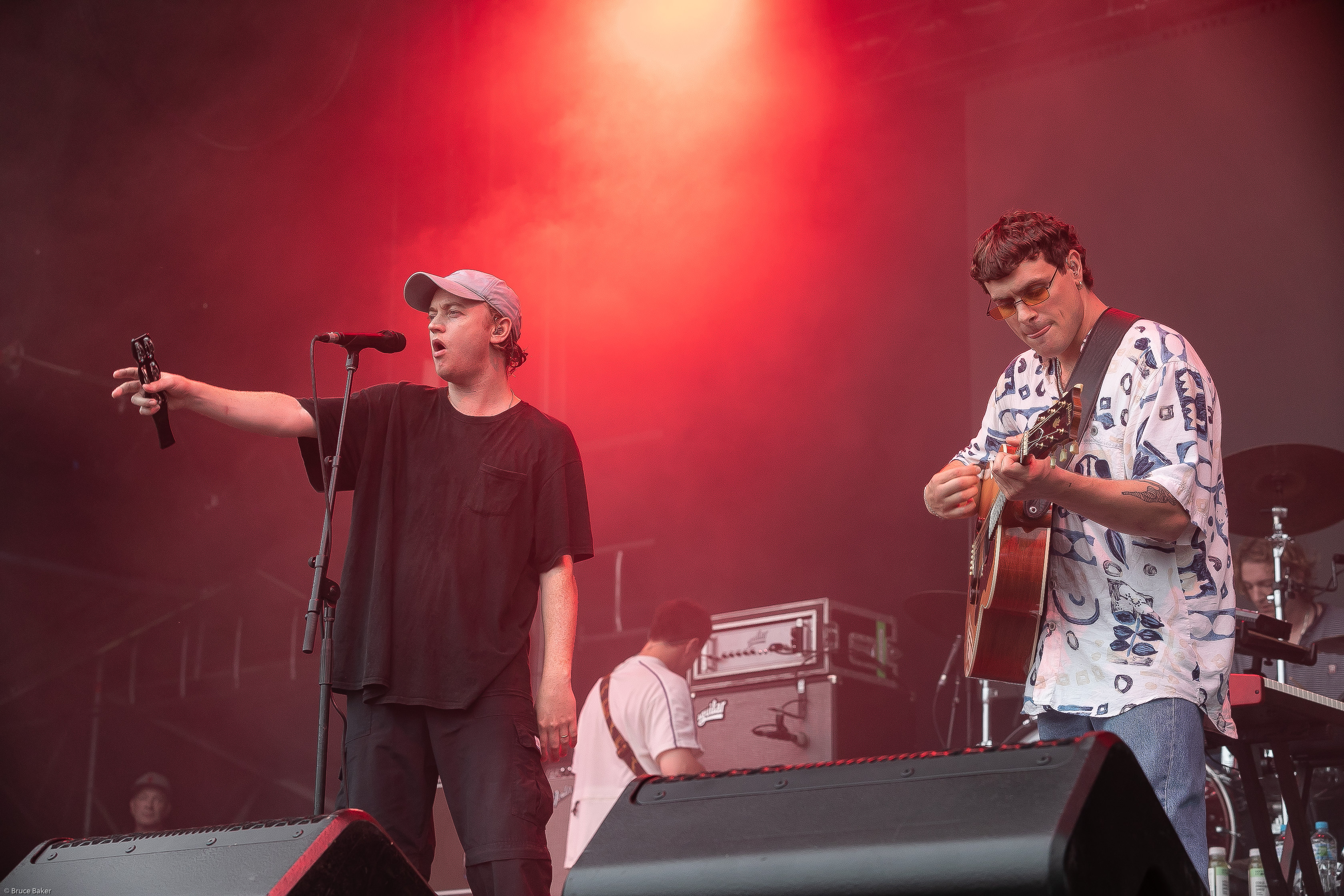
DMA’s bei einem Konzert in Melbourne (2020)

DMA’s ist eine dreiköpfige australische Indie-Rock-Band aus Sydney. Sie wurde 2012 gegründet und besteht aus Tommy O’Dell, Matt Mason und Johnny Took.

## Geschichte
Die Musikgruppe wurde 2012 von dem Sänger Thomas O’Dell und den Gitarristen Matthew Mason und Johnny Took gegründet. Die befreundeten Künstler waren zuvor bereits in mehreren anderen Formationen aktiv und kannten sich schon länger von kleineren Auftritten sowie Studiosessions. Dazu kam, dass sie sich jeweils vorrangig als Songschreiber sahen und sich daher regelmäßig in einem zentral gelegenen Apartment in Sydney trafen, um ihre Titel gemeinsam an verschiedenen Instrumenten zu erproben und Feedback zu bekommen. Nach ein paar Zusammenkünften entschieden sich die Musiker dazu, als dreiköpfige Band unter dem Namen Dirty Ma’s („Schmutzige Mütter“) selbst einige Titel für ein eigenes Demotape aufzunehmen und dieses anschließend einzusenden. Es folgte schnell ein Vertragsangebot von dem australischen Independent-Label I Oh You, das sie akzeptierten. Der Name des Trios wandelte sich in der darauffolgenden Zeit auch auf Anregung des Managements zunächst über D-Ma’s bis hin zu DMA’s.
Am 28. März 2014 veröffentlichte die Band ihre erste Extended Play DMA’s, durch die die Musiker insbesondere wegen anhaltender Vergleiche mit der ehemaligen Britpop-Band Oasis in Australien und dem Vereinigten Königreich erstmals große Aufmerksamkeit erfuhren. Dies führte unter anderem dazu, dass Noel Gallagher seinem Vorhaben Ausdruck verlieh, die Band während eines Liveauftritts selbst auszubuhen. Nach knapp zwei Jahren intensiver Schreib- und Aufnahmearbeiten erschien am 26. Februar 2016 das Debütalbum Hills End. Es stieg auf Platz 8 der australischen, Platz 36 der britischen und Platz 75 der niederländischen Albumcharts ein. Die bereits im Vorfeld ausgekoppelte Single Lay Down wurde in ihrem Heimatland mit einer Goldenen Schallplatte ausgezeichnet und entwickelte sich zu einem beliebten Indie-Hit. Obwohl das Album vor allem gemischte Rezensionen erhielt, nahmen die Vergleiche mit Oasis weiter zu.
Kurz vor der Veröffentlichung des zweiten Studioalbums For Now äußerte sich schließlich auch Liam Gallagher und bezeichnete die Band über Twitter als „biblical“ („biblisch“). Der am 27. April 2018 erschienene Tonträger belegte Platz 13 in den britischen und Platz 7 in den australischen Albumcharts. Rezipiert wurde er überwiegend positiv. So betitelte beispielsweise der Musikredakteur Ulf Kubanke in seinem Review für Laut.de DMA’s als den derzeit „weltbeste[n] Britpop-Act“. Im Jahr 2019 gingen die Australier gemeinsam mit Liam Gallagher auf Tournee durch das Vereinigte Königreich und Irland und traten auf mehreren Festivals als Headliner in Erscheinung.
Nach einer Ankündigung im Herbst 2019 erschien am 10. Juli 2020 ihr drittes Studioalbum The Glow. Als die bis dahin erfolgreichste Veröffentlichung der Gruppe erreichte sie in den jeweiligen nationalen Albumcharts Platz 2 in Australien und Platz 4 in Großbritannien.
Im Oktober 2022 kündigte die Band ihr viertes Studioalbum How Many Dreams? an. Es erschien am 31. März 2023 und stieg auf Platz 3 der britischen sowie Platz 2 der australischen Albumcharts ein, wo es sich je eine Woche halten konnte.

## Diskografie

### Studioalben
| Jahr | Titel Musiklabel          | Höchstplatzierung, Gesamtwochen, AuszeichnungChartplatzierungen (Jahr, Titel, Musiklabel, Platzierungen, Wochen, Auszeichnungen, Anmerkungen) | Höchstplatzierung, Gesamtwochen, AuszeichnungChartplatzierungen (Jahr, Titel, Musiklabel, Platzierungen, Wochen, Auszeichnungen, Anmerkungen) | Anmerkungen                            |
| Jahr | Titel Musiklabel          | UK | AU | Anmerkungen                            |
| ---- | ------------------------- | --- | --- | -------------------------------------- |
| 2016 | Hills End I Oh You        | UK36 Silber · (1 Wo.)UK | AU8 (4 Wo.)AU | Erstveröffentlichung: 26. Februar 2016 |
| 2018 | For Now I Oh You          | UK13 (2 Wo.)UK | AU7 (2 Wo.)AU | Erstveröffentlichung: 27. April 2018   |
| 2020 | The Glow I Oh You         | UK4 (2 Wo.)UK | AU2 (4 Wo.)AU | Erstveröffentlichung: 10. Juli 2020    |
| 2023 | How Many Dreams? I Oh You | UK3 (1 Wo.)UK | AU2 (1 Wo.)AU | Erstveröffentlichung: 31. März 2023    |

### Livealben
| Jahr | Titel Musiklabel             | Höchstplatzierung, Gesamtwochen, AuszeichnungChartplatzierungen (Jahr, Titel, Musiklabel, Platzierungen, Wochen, Auszeichnungen, Anmerkungen) | Höchstplatzierung, Gesamtwochen, AuszeichnungChartplatzierungen (Jahr, Titel, Musiklabel, Platzierungen, Wochen, Auszeichnungen, Anmerkungen) | Anmerkungen                         |
| Jahr | Titel Musiklabel             | UK | AU | Anmerkungen                         |
| ---- | ---------------------------- | --- | --- | ----------------------------------- |
| 2019 | MTV Unplugged: Live I Oh You | UK65 (1 Wo.)UK | — | Erstveröffentlichung: 12. Juli 2019 |
| 2021 | Live at Brixton I Oh You     | UK17 (1 Wo.)UK | AU39 (1 Wo.)AU | Erstveröffentlichung: 5. März 2021  |

### EPs
| Jahr | Titel Musiklabel                                               | Höchstplatzierung, Gesamtwochen, AuszeichnungChartplatzierungen (Jahr, Titel, Musiklabel, Platzierungen, Wochen, Auszeichnungen, Anmerkungen) | Höchstplatzierung, Gesamtwochen, AuszeichnungChartplatzierungen (Jahr, Titel, Musiklabel, Platzierungen, Wochen, Auszeichnungen, Anmerkungen) | Anmerkungen                           |
| Jahr | Titel Musiklabel                                               | UK | AU | Anmerkungen                           |
| ---- | -------------------------------------------------------------- | --- | --- | ------------------------------------- |
| 2014 | DMA’s I Oh You                                                 | — | — | Erstveröffentlichung: 28. März 2014   |
| 2021 | I Love You Unconditionally, Sure Am Going to Miss You I Oh You | — | — | Erstveröffentlichung: 20. August 2021 |

### Singles
- 2014: Delete (AU: ×2Doppelplatin )
- 2014: Feels Like 37
- 2014: So We Know
- 2014: Laced
- 2015: Lay Down (AU: Gold)
- 2016: Too Soon
- 2016: In the Moment
- 2016: Timeless
- 2016: Step Up the Morphine (AU: Platin)
- 2017: Believe (Triple J Like a Version) (AU: ×2Doppelplatin )
- 2017: Dawning
- 2018: In the Air (AU: Gold)
- 2018: For Now
- 2018: Break Me
- 2018: Do I Need You Now
- 2018: The End
- 2018: Time & Money
- 2019: Silver (AU: Gold)
- 2020: Life Is a Game of Changing
- 2020: The Glow
- 2020: Learning Alive
- 2020: Criminals
- 2020: Round & Around
- 2020: Cobracaine
- 2021: Lay Down (Live)
- 2021: We Are Midnight
- 2021: Junk Truck Head Fuck
- 2022: I Don’t Need to Hide
- 2022: Everybody’s Saying Thursday’s the Weekend
- 2022: Olympia
- 2023: Fading Like a Picture
- 2023: Something We Are Overcoming
- 2023: Forever